# Martín Cáceres
José Martín Cáceres (Montevideo, 1987. április 7. –) uruguayi labdarúgó, a Cagliari játékosa.

## Pályafutása

### Klub
2019. május 12.
| Klub             | Szezon           | Liga            | Liga  | Kupa            | Kupa  | Nemzetközi      | Nemzetközi | Egyéb           | Egyéb | Összesen        | Összesen |
| Klub             | Szezon           | Pályára lépések | Gólok | Pályára lépések | Gólok | Pályára lépések | Gólok      | Pályára lépések | Gólok | Pályára lépések | Gólok    |
| ---------------- | ---------------- | --------------- | ----- | --------------- | ----- | --------------- | ---------- | --------------- | ----- | --------------- | -------- |
| Defensor         | 2005–06          | 2               | 0     | 0               | 0     | 0               | 0          | –               | –     | 2               | 0        |
| Defensor         | 2006–07          | 24              | 4     | 0               | 0     | 0               | 0          | –               | –     | 24              | 4        |
| Defensor         | Összesen         | 26              | 4     | 0               | 0     | 0               | 0          | –               | –     | 26              | 4        |
| Recreativo       | 2007–08          | 34              | 2     | 2               | 1     | –               | –          | –               | –     | 36              | 3        |
| Barcelona        | 2008–09          | 13              | 0     | 7               | 0     | 3               | 0          | –               | –     | 23              | 0        |
| Juventus         | 2009–10          | 15              | 1     | 1               | 0     | 5               | 0          | –               | –     | 21              | 1        |
| Sevilla          | 2010–11          | 25              | 1     | 5               | 0     | 7               | 0          | –               | –     | 37              | 1        |
| Sevilla          | 2011–12          | 14              | 1     | 4               | 0     | 0               | 0          | –               | –     | 18              | 1        |
| Sevilla          | Összesen         | 39              | 2     | 9               | 0     | 7               | 0          | –               | –     | 55              | 2        |
| Juventus         | 2011–12          | 11              | 1     | 3               | 2     | –               | –          | –               | –     | 14              | 3        |
| Juventus         | 2012–13          | 18              | 1     | 2               | 0     | 2               | 0          | 0               | 0     | 22              | 1        |
| Juventus         | 2013–14          | 17              | 0     | 1               | 1     | 11              | 0          | 1               | 0     | 30              | 1        |
| Juventus         | 2014–15          | 10              | 1     | 2               | 0     | 2               | 0          | 0               | 0     | 14              | 1        |
| Juventus         | 2015–16          | 6               | 0     | 2               | 0     | 0               | 0          | 1               | 0     | 9               | 0        |
| Juventus         | Összesen         | 62              | 3     | 10              | 3     | 15              | 0          | 2               | 0     | 89              | 6        |
| Southampton      | 2016–17          | 1               | 0     | 0               | 0     | 0               | 0          | 0               | 0     | 1               | 0        |
| Hellas Verona    | 2017–18          | 14              | 3     | 1               | 0     | –               | –          | –               | –     | 15              | 3        |
| Lazio            | 2017–18          | 6               | 1     | 2               | 0     | 2               | 0          | –               | –     | 10              | 1        |
| Lazio            | 2018–19          | 4               | 0     | 0               | 0     | 4               | 0          | –               | –     | 8               | 0        |
| Lazio            | Összesen         | 10              | 1     | 2               | 0     | 6               | 0          | –               | –     | 18              | 1        |
| Juventus         | 2018–19          | 8               | 0     | 0               | 0     | 0               | 0          | –               | –     | 8               | 0        |
| Karrier összesen | Karrier összesen | 222             | 15    | 32              | 4     | 36              | 0          | 2               | 0     | 292             | 19       |

### Válogatott
2018. november 20-án lett frissítve
| Uruguay  | Uruguay         | Uruguay |
| Év       | Pályára lépések | Gólok   |
| -------- | --------------- | ------- |
| 2007     | 1               | 0       |
| 2008     | 9               | 0       |
| 2009     | 8               | 0       |
| 2010     | 6               | 0       |
| 2011     | 14              | 1       |
| 2012     | 6               | 0       |
| 2013     | 11              | 0       |
| 2014     | 8               | 0       |
| 2015     | 6               | 2       |
| 2016     | 0               | 0       |
| 2017     | 6               | 1       |
| 2018     | 11              | 0       |
| Összesen | 86              | 4       |

### Válogatott góljai
| #  | Dátum              | Helyszín                              | Ellenfél   | Gólja | Végeredmény | Kiírás                   |
| -- | ------------------ | ------------------------------------- | ---------- | ----- | ----------- | ------------------------ |
| 1. | 2011. június 23.   | Atilio Paiva Olivera, Rivera, Uruguay | Észtország | 1–0   | 3–0         | Barátságos               |
| 2. | 2015. október 8.   | Hernando Siles, La Paz, Bolívia       | Bolívia    | 1–0   | 2–0         | Világbajnokság-selejtező |
| 3. | 2015. november 17. | Centenario, Montevideo, Uruguay       | Chile      | 3–0   | 3–0         | Világbajnokság-selejtező |
| 4. | 2017. október 10.  | Centenario, Montevideo, Uruguay       | Bolívia    | 1–1   | 4–2         | Világbajnokság-selejtező |

## Sikerei, díjai

### Klub
- FC Barcelona:
  - Spanyol bajnok: 2008-09
  - Spanyol kupa: 2008-09
  - UEFA-bajnokok ligája:  2008-09

- Juventus:
  - Seria A: 2011-12, 2012-13, 2013-14, 2014-15, 2015-16, 2018-19
  - Olasz kupa: 2014-15, 2015-16
  - Olasz szuperkupa: 2012, 2013, 2015

### Válogatott
- Uruguay:
  - Copa América: 2011

## Külső hivatkozások
- Sevilla official profile
- BDFutbol profile
- 2010 FIFA World Cup profile Archiválva 2013. december 9-i dátummal a Wayback Machine-ben
- Transfermarkt profile
- Barcelona official profile Archiválva 2012. december 6-i dátummal az Archive.is-en